# Săliștea (okręg Ardżesz)
Săliștea – wieś w Rumunii, w okręgu Ardżesz, w gminie Uda. W 2011 roku liczyła 312 mieszkańców.